# Giovanni Santini (politico)
Giovanni Santini (4 luglio 1877 – Terni, 22 novembre 1929) è stato un politico italiano, Sindaco di Terni dal 1924 al 1926 e primo preside della Provincia di Terni.

## Biografia
Giovanni Santini, originario di Acquasparta ma con proprietà terriere anche a Collescipoli, fu un politico liberale che passò al Partito Fascista. Divenne Sindaco di Terni nel 1924 e successivamente primo "preside del Rettorato" della neo-costituita provincia di Terni. La famiglia Santini proveniva dalla media borghesia del piccolo comune di Acquasparta, in Umbria: era questa una antica famiglia di proprietari terrieri, di origine clericale, ma che nell'Ottocento aveva aderito agli ideali risorgimentali tanto che Francesco e Arcangelo Santini, stretti familiari di Giovanni, furono sindaci di Acquasparta alla fine dell'Ottocento. Giovanni Santini, di estrazione liberale, fu tuttavia tra i primi sostenitori del neo-fondato Partito Nazionale Fascista a Terni tanto da far parte del Direttorio del fascio ternano di combattimento dal 1921. Nel luglio 1921, alla testa di un corteo di bandiere tricolori, riuscì a far cadere l’amministrazione socialista di Collescipoli. Fu sostenuto dagli esponenti liberali e dal Partito Nazionale Fascista, che lo fece nominare preside della neo-costituita provincia di Terni. Morì prematuramente dopo solo un anno dall'inizio del suo incarico nella Provincia di Terni e fu sostituito dal conte Cesare Pressio Colonnese. Fu anche presidente della Federazione Provinciale Fascista degli Agricoltori, imprenditore agricolo e titolare di una mola, e, insieme ad alcuni suoi familiari, proprietario delle Acque Minerali Amerino.